# Fredrik Schiller
Fredrik Schiller, född 1952, är en svensk diplomat. Han har bland annat arbetat med frågor rörande Organisationen för säkerhet och samarbete i Europa (OSSE) och varit minister och chef för sektionskontoret i Tirana 2004-2007.  2008 utnämndes han till Stockholmsbaserad ambassadör för Asmara i Eritrea, och var i denna kapacitet involverad i förhandlingarna om den eritreansk-svenske fången Dawit Isaak. Han lämnade sin ambassadörspost i april 2012 och arbetade därefter vid Utrikesdepartementets Afrikaenhet. Han var mellan 2013 och 2016 ambassadör i Bosnien och Hercegovina.